# Довгалюк, Вера Алексеевна
Ве́ра Алексе́евна Довгалю́к (девичья фамилия Коротких; 23 сентября 1930, Новотитаровская — 2022) — советский работник сельского хозяйства, Герой Социалистического Труда.

## Биография
Родилась 23 сентября 1930 года в станице Новотитаровская Кубанского округа Северо-Кавказского края в крестьянской семье.
После освобождения Краснодарского края от немецких войск, весной 1943 года, начала трудовую деятельность в полеводческой бригаде колхоза имени Кагановича и уже в 14-летнем возрасте возглавила звено по выращиванию зерновых и пропашно-технических культур (подсолнечника).
По итогам работы в 1948 году звено Веры Довгалюк получило урожай подсолнечника 25,84 центнера с гектара на площади 10,8 гектара. Указом Президиума Верховного Совета СССР от 10 февраля 1949 года за получение высоких урожаев пшеницы и подсолнечника в 1948 году ей было присвоено звание Героя Социалистического Труда с вручением ордена Ленина и золотой медали «Серп и Молот».
В 1953 году героиня перешла работать бригадиром Новотитаровской межколхозной строительной организации. Её бригада строила жилые дома для колхозников, школы, другие объекты социально-культурного назначения в городах Краснодаре и Кореновске, станицах Марьянской, Динской, Старомышастовской и Новотитаровской.
Наряду с производственной занималась общественной деятельностью — избиралась депутатом Краснодарского краевого Совет народных депутатов.
После выхода на заслуженный отдых проживала в станице Динской. Продолжала заниматься общественной деятельностью, является почетным гостем различных мероприятий. Является членом Динского филиала краевой общественной организации «Герои Отечества».
Также была награждена орденом Трудового Красного Знамени и медалями, в числе которых «За трудовую доблесть» (1950). Награждена региональной медалью «За выдающийся вклад в развитие Кубани» 1-й степени.